# Masdevallia princeps
Masdevallia princeps är en orkidéart som beskrevs av Carlyle August Luer. Masdevallia princeps ingår i släktet Masdevallia och familjen orkidéer.
Artens utbredningsområde är Peru. Inga underarter finns listade i Catalogue of Life.

## Bildgalleri

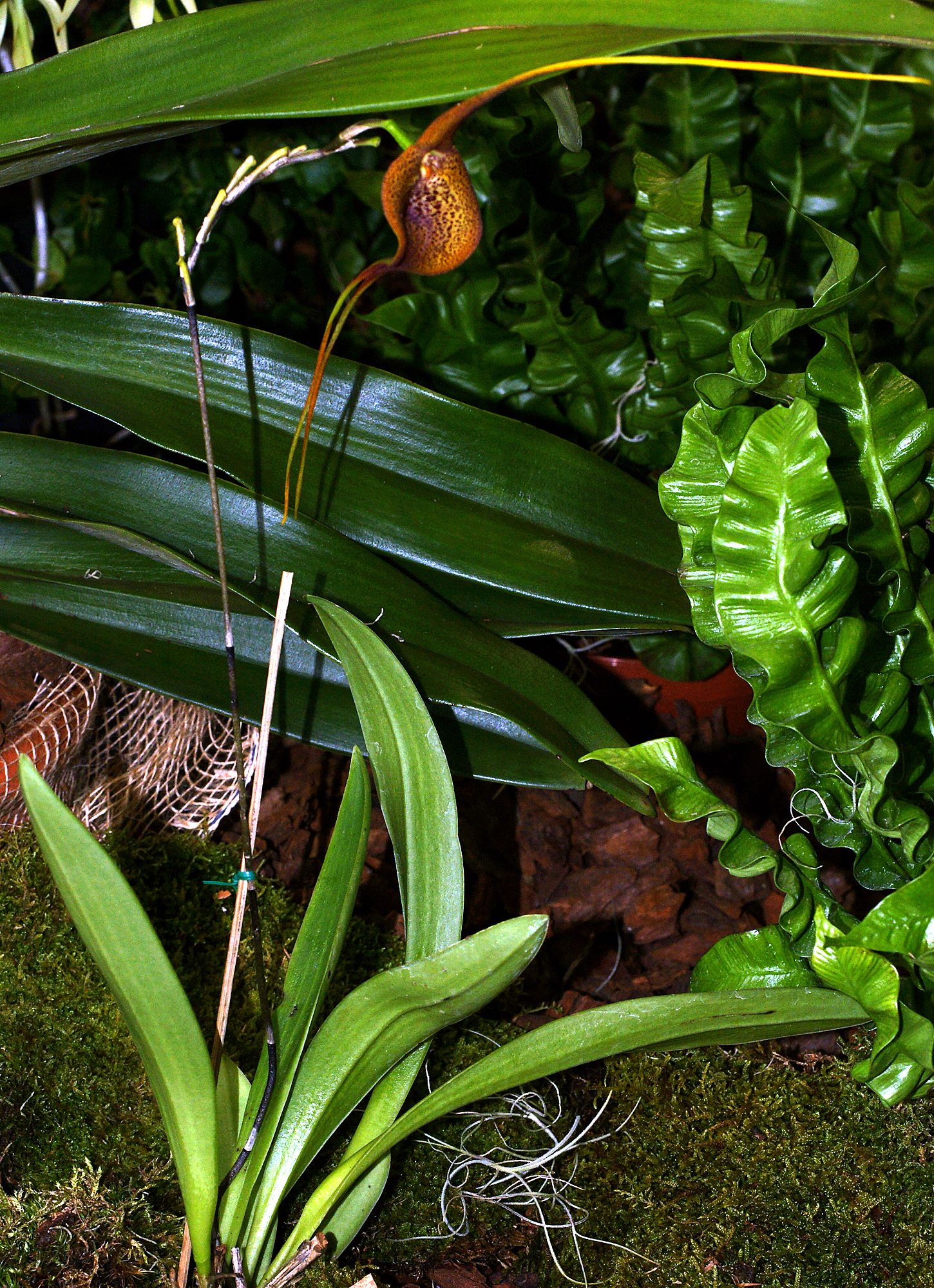
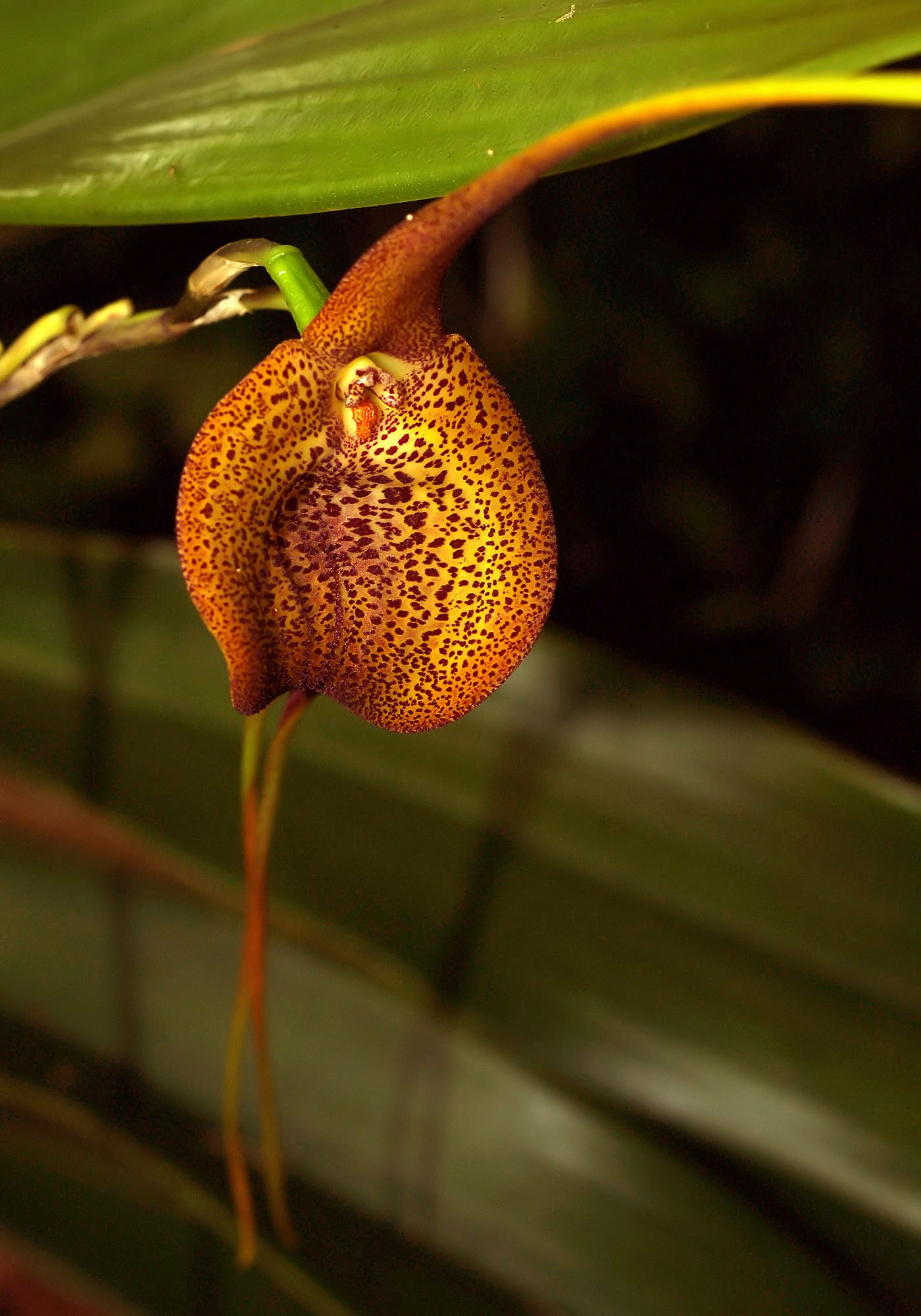